# Desideri de Langres
Desideri de Langres (Bavari, avui barri de Gènova, s. III - 264? o segle IV) fou el tercer bisbe de Langres (Gàl·lia). Màrtir, és venerat com a sant per diverses confessions cristianes.

## Vida i llegenda
És una figura de la que no n'hi ha dades contemporànies. La data 264 assignada al seu martiri és una conjectura a partir d'actes tardanes (segle VII) i poc versemblants, obra del prevere Warnaharius (Garnier). És més possible que hagués estat bisbe a mitjan segle iv, ja que el seu nom figura en una llista del fals concili de Colònia de 346.

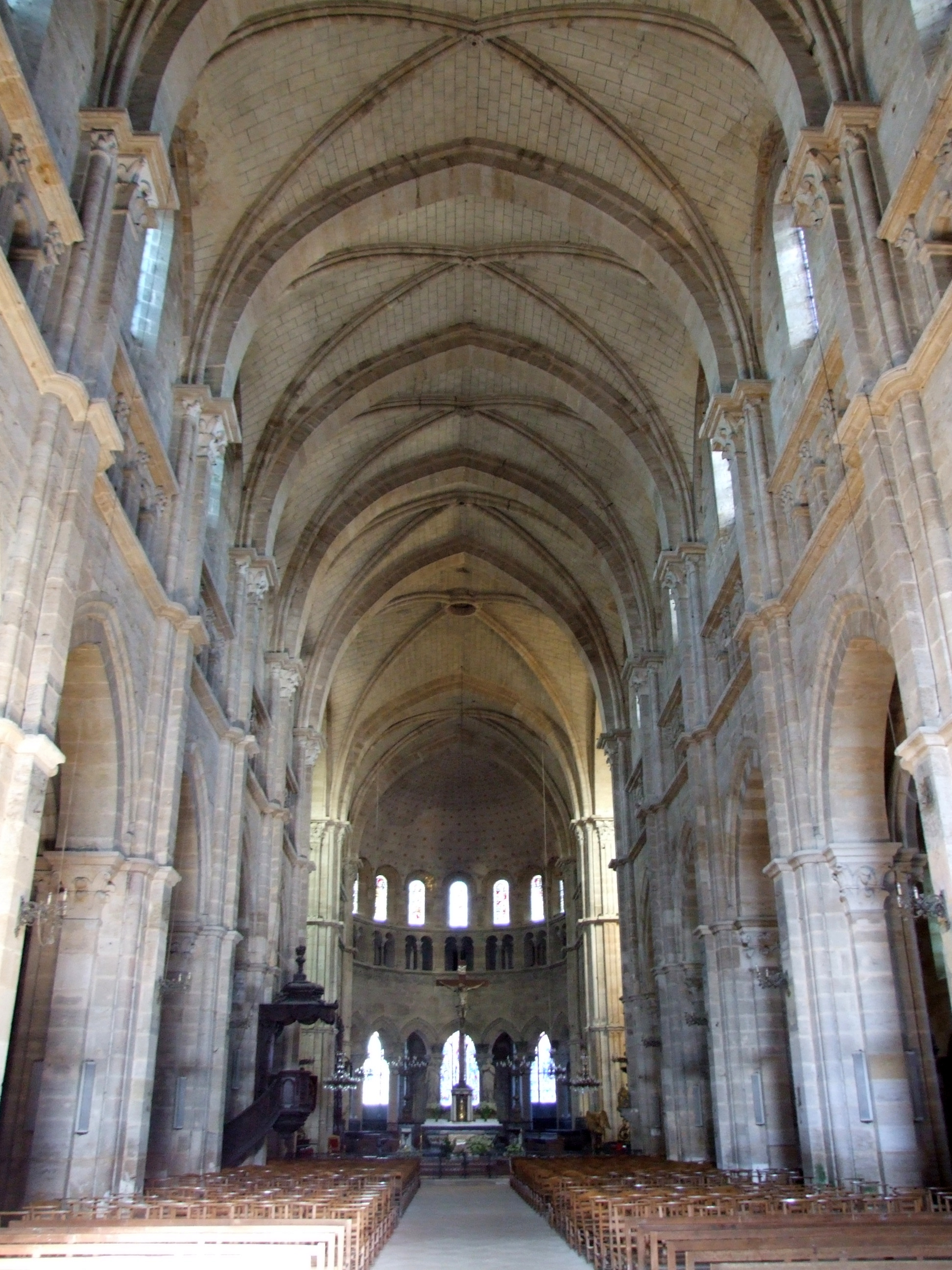
Catedral de Langres.

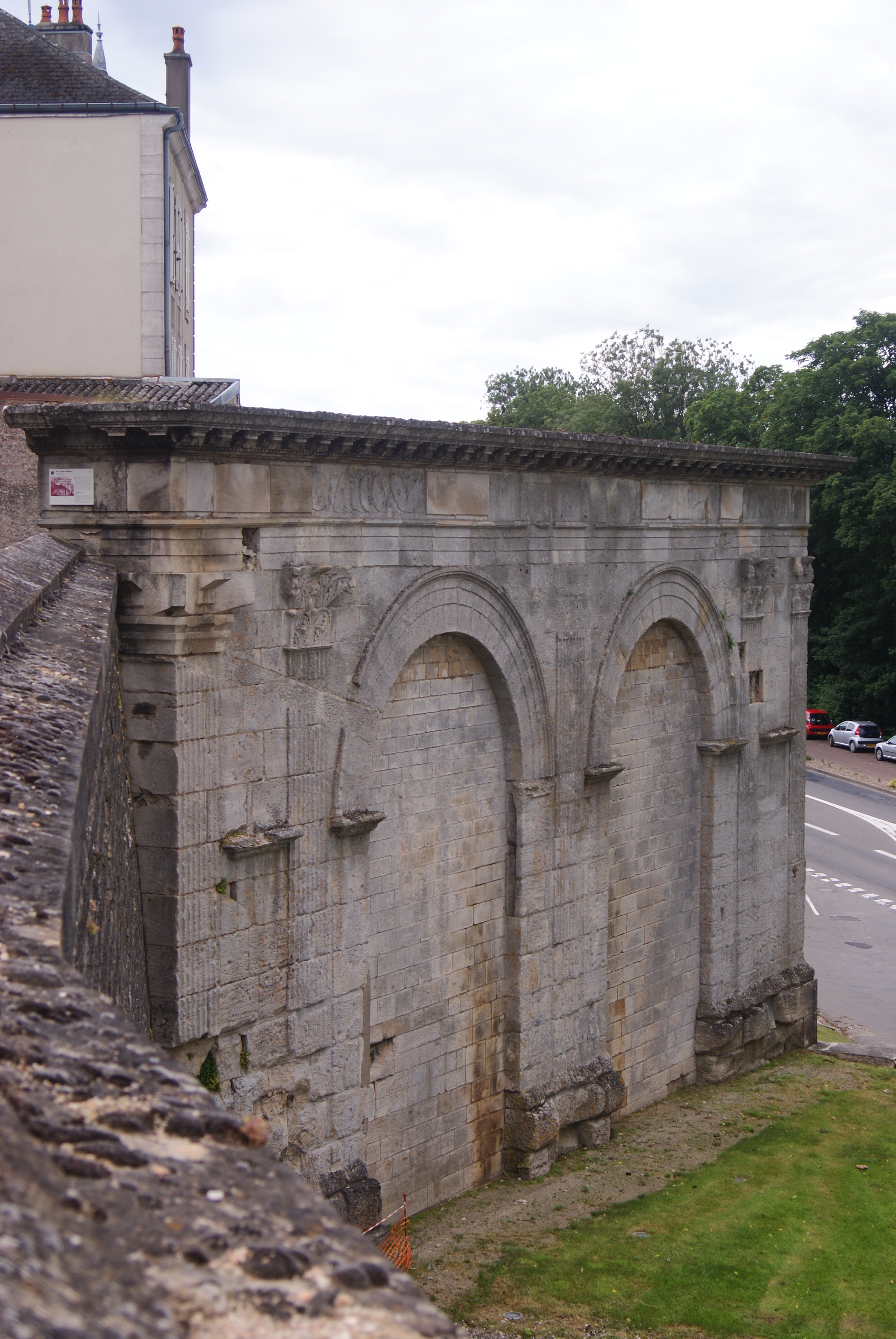
Porta gal·loromana d'Andemantunum, actual Langres.

Segons la tradició, havia nascut a Bavari, poblet proper a Gènova, avui part de la ciutat. Fou elegit bisbe de Langres com a successor del bisbe Just, mort en 345. La llegenda diu que a Langres tingueren la revelació que el nou bisbe seria un home anomenat Desideri. En no trobar qui podia ésser, enviaren missatgers a Roma perquè en nomenés un el mateix papa. En passar prop de Gènova, trobaren un pagès anomenat Desideri, i veieren que la seva gaiata, clavada a terra, floria, prodigi que indicava que aquell era l'home triat per ser bisbe.
Durant el seu bisbat, evangelitzà la regió i fou reconegut per la seva virtut i caritat. Durant la invasió dels germans, Desideri anà a trobar el seu cabdill i li oferí la seva vida a canvi que no ataqués la ciutat: tant ell com els seus acompanyants, entre els quals el diaca Vicenç, foren degollats.
Segons la llegenda, quan fou mort, el llibre que duia Desideri quedà xop de sang, però encara es podia llegir: segons Vicenç de Beauvais, el llibre encara existia al segle xiii i les seves lletres eren visibles sobre el fons vermell de sang.

## Veneració
Aviat fou venerat com a sant, com proven les moltes advocacions d'esglésies i llocs que porten el seu nom. La ciutat de Langres el trià com a sant patró, i des de 1469 la seva festivitat hi era festa de precepte. Ja en 1314, les seves restes foren posades en un reliquiari d'argent a una capella dedicada al sant, després església i avui museu. La majoria de les relíquies desaparegueren durant la Revolució francesa; una part havia estat donada a la ciutat d'Avinyó (Valclusa); a Gènova, existia una església dedicada al sant en 1158. La seva festivitat era, antigament, el dia 11 de febrer, però aviat, per confusió amb Desideri de Viena, passà a celebrar-se el 23 de maig. Era invocat per castigar qui feia juraments en fals o per protegir en els parts difícils.